# Озера Великої Британії

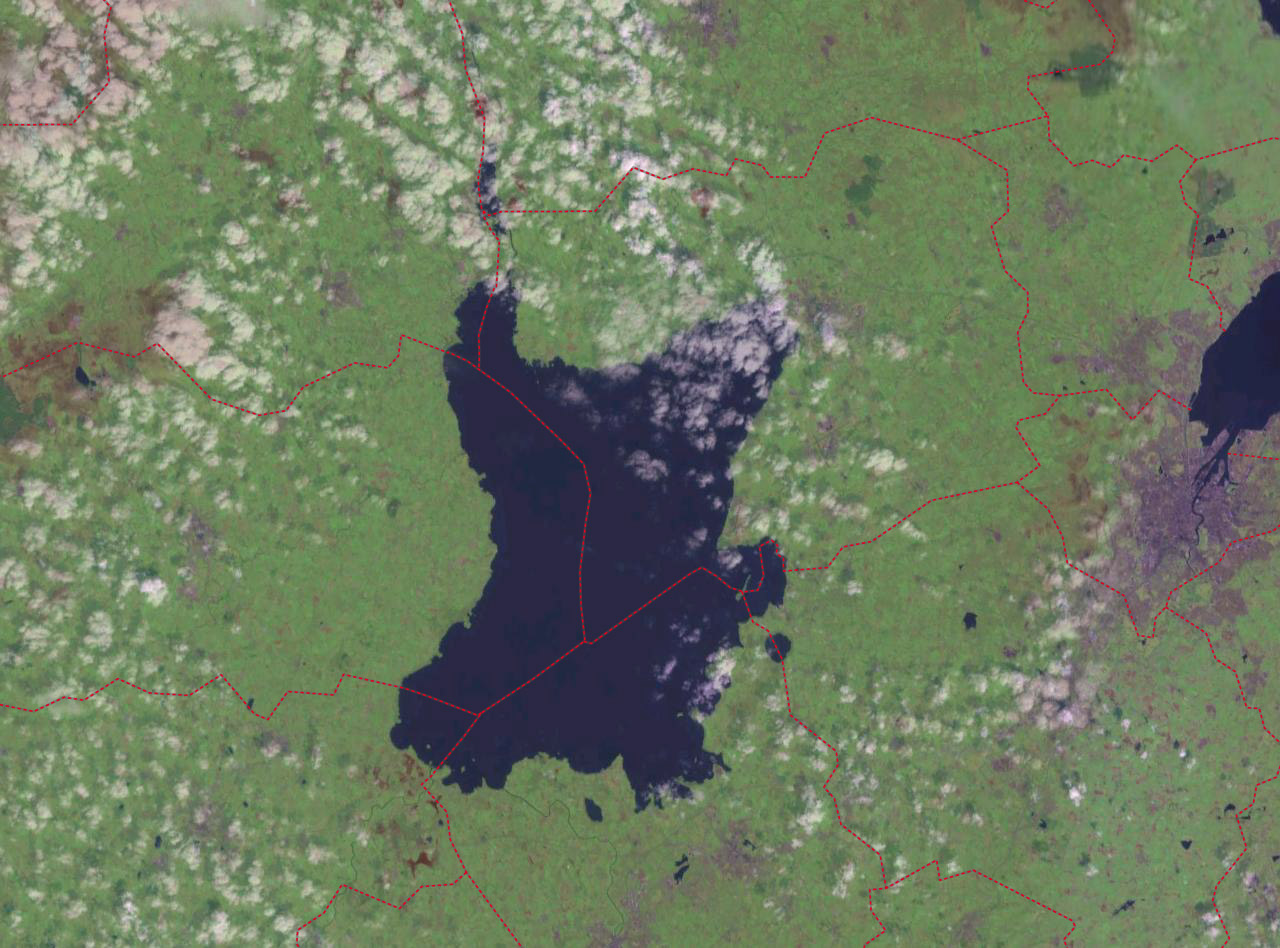
Аерокосмічний знімок NASA озера Лох-Ней

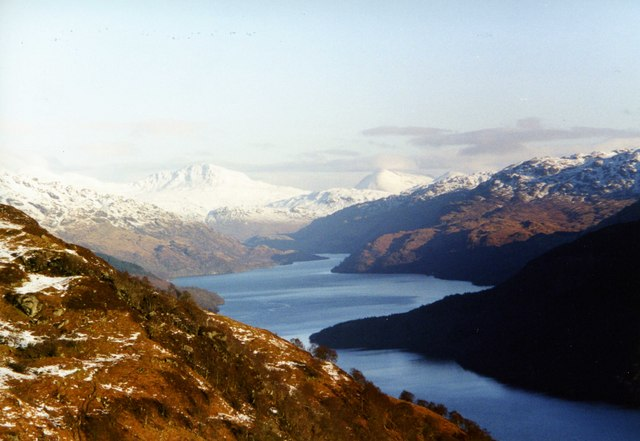
Озеро Лох-Ломонд взимку

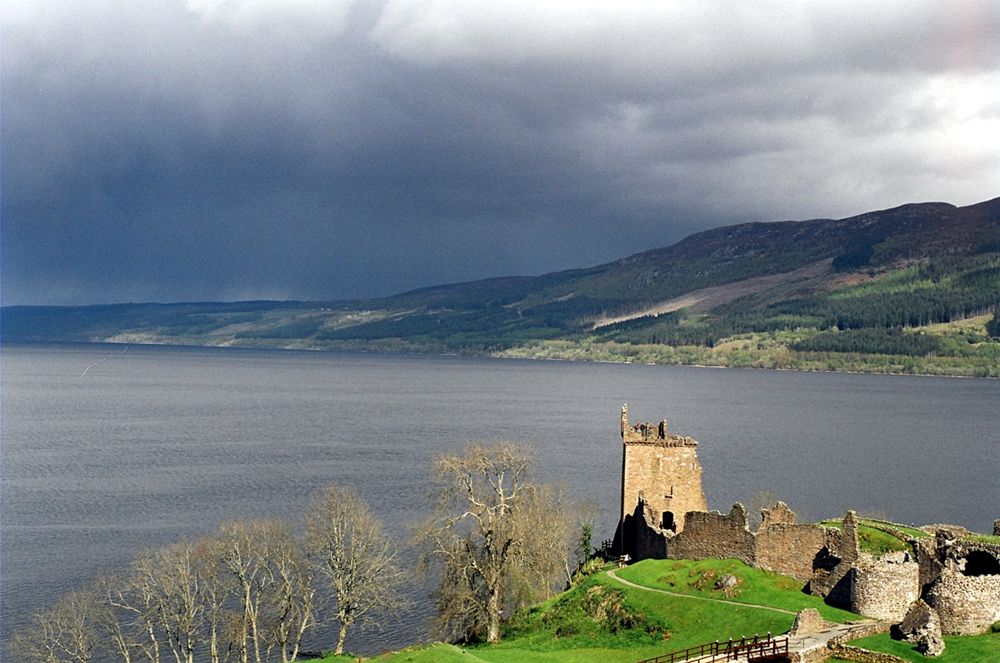
Озеро Лох-Несс

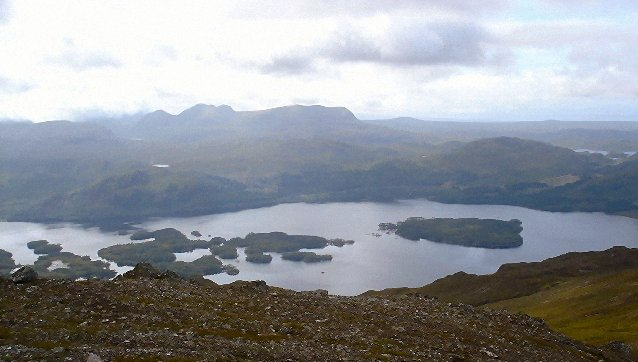
Острови на озері Лох-Марі

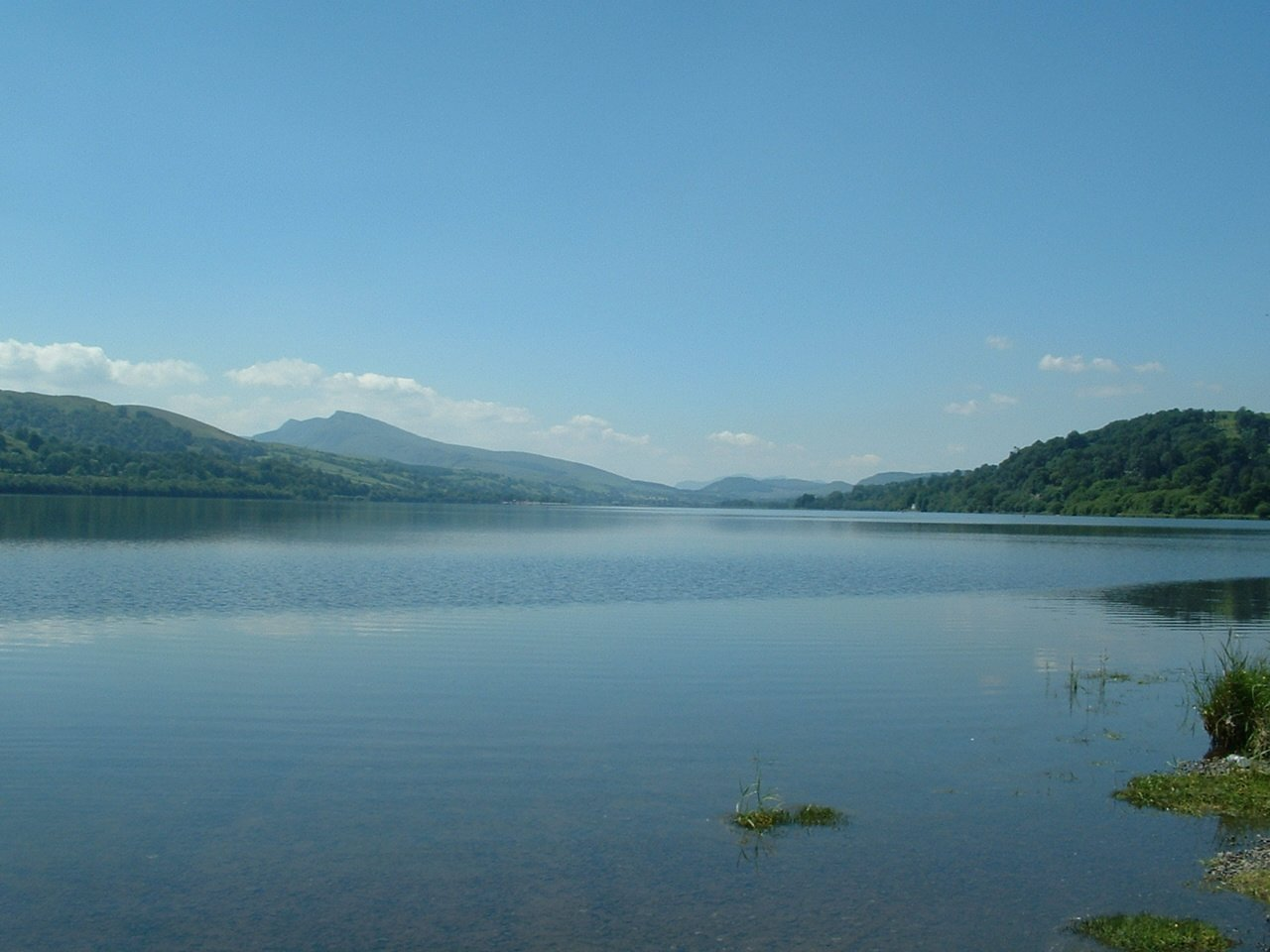
Озеро Бала в Уельсі

## Найбільші водойми Великої Британії
Таблиця містить характеристики 10 найбільших прісноводних водойм Великої Британії. Лох-Ней є найбільшою водоймою Великої Британії за площею, а Лох-Несс — найбільшим за обсягом і в ньому міститься майже вдвічі більше води, ніж у всіх озерах Англії та Уельсу разом узятих. Лох-Морар є найглибшим озером Об'єднаного королівства, а Лох-Ейв має максимальну довжину.
| Назва         | Розташування      | Площа (mi²) | Площа (км ²) | Обсяг (км ³) | Довжина (км) | Макс. глибина (м) | Середня глибина (м) |
| ------------- | ----------------- | ----------- | ------------ | ------------ | ------------ | ----------------- | ------------------- |
| Лох-Ней       | Північна Ірландія | 147,87      | 383          | 3,528        | 30           | 25                | 9                   |
| Лоуер-Лох-Ерн | Північна Ірландія | 42,28       | 109,5        | 1,3          | 29           | 62                | 11,9                |
| Лох-Ломонд    | Шотландія         | 27,45       | 71           | 2,6          | 36           | 190               | 37                  |
| Лох-Несс      | Шотландія         | 21,78       | 56           | 7,45         | 39           | 230               | 132                 |
| Аппер-Лох-Ерн | Північна Ірландія | 13,3        | 34,5         | <0,35        | 19           | <60               | 2,3                 |
| Лох-Ейв       | Шотландія         | 14,85       | 39           | 1,2          | 41           | 94                | 32                  |
| Лох-Марі      | Шотландія         | 11,03       | 28,6         | 1,09         | 20           | 114               | 38                  |
| Лох-Морар     | Шотландія         | 10,3        | 27           | 2,3          | 18,8         | 310               | 87                  |
| Лох-Тей       | Шотландія         | 10,19       | 26,4         | 1,6          | 23           | 150               | 60,6                |
| Лох-Шин       | Шотландія         | 8,7         | 22,5         | 0,35         | 27,8         | 49                | 15,5                |

## Найбільші озера Англії
Озера Англії значно менші за розмірами, ніж озера Шотландії та Північної Ірландії. Найбільші з них зосереджені на північному заході Англії в графстві Камбрія, на території національного парку Озерний край, де в окружності діаметром 30 миль (48 км)  розташовано 16 озер
| Озеро         | Площа (км ²) |
| ------------- | ------------ |
| Уїндермір     | 14,8         |
| Алсуотер      | 8,9          |
| Деруент-Уотер | 5,4          |
| Бассентуейт   | 5,3          |

## Примітки

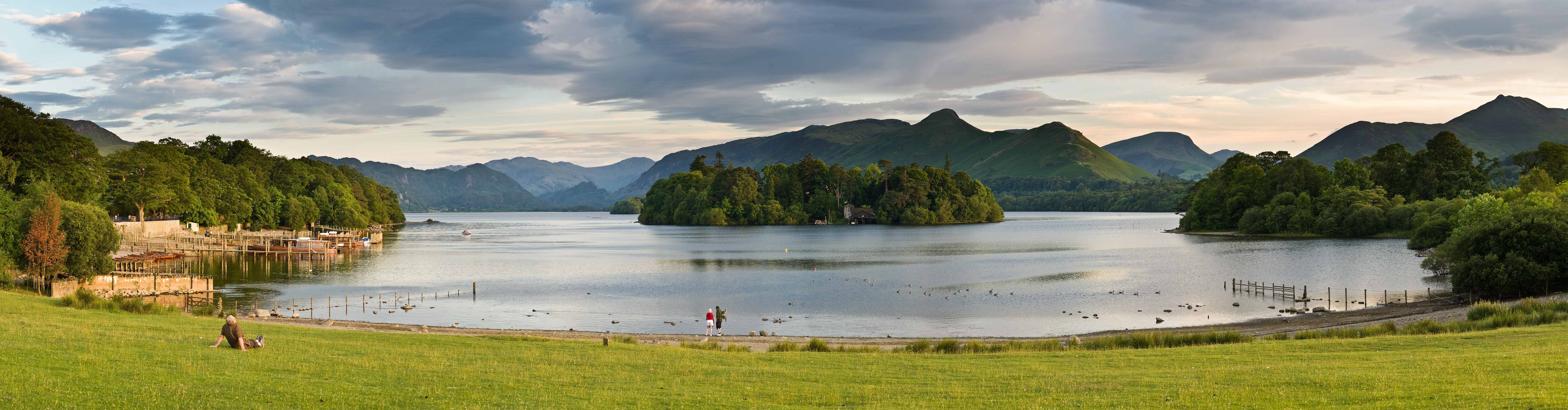
Панорама озера Деруент-Уотер в національному парку Озерний край (Англія)

## Найбільше озеро Уельсу
| Озеро | Площа (км ²) |
| ----- | ------------ |
| Бала  | 4,84         |